# Elisabeth Andersson
Elisabeth "Lisa" Andersson, född 1876, död 1974, var en svensk fackföreningsaktivist, kooperativ aktivist och socialdemokrat. 

## Biografi
Elisabeth Andersson föddes under fattiga förhållanden i Linnarp i Tranåstrakten i Småland. Hon blev tidigt tjänsteflicka, och flyttade 1896 till Stockholm med den familj hon då var anställd hos. I Stockholm engagerade hon sig i arbetarrörelsen och blev medlem i Rösträttsföreningen och Norrmalms socialdemokratiska ungdomsklubb.
Andersson var en av grundarna av Stockholms tjänarinneförening 1904, och var dess andra ordförande 1904–1910. Hon såg det som att sömmerskor och tjänsteflickor utkämpade samma strid för arbetarnas rättigheter.
År 1905 blev hon en av grundarmedlemmarna av den kooperativa Syfabriken Linnéa tillsammans med bland andra kappsömmerskan Anna Pettersson, mössömmerskan Maria Israelsson, svarvaren Holmberg och snickaren Enstedt. Under en av julfesterna vid Kulturella ungdomsförbundet övertalade hon prins Eugen att teckna 40 andelar i Syfabriken Linnéa.
Lisen Bonnier anställde henne i oktober 1909 som husföreståndarinna och i praktiken fostermor för Hjalmar Söderbergs tre barn; Dora, Tom och Mikael — sedan deras mor Märta blivit intagen på Långbro sjukhus. Därvid avslutade Elisabeth Andersson alla sina politiska och föreningsmässiga engagemang.